# 이안류

이안류(離岸流), 역조(逆潮), 거꾸로 파도, 립 커런트(영어: rip current 또는 rip)는 해안에서 바다 방향으로 흐르는 해류로, 역파도, 역물살이라고도 부른다. 폭이 좁고, 물살이 매우 빠르다. 대체적으로 완만한 경사, 넓은 면적을 가진 해변에서 주로 발생하는데, 모래톱이 해안 주변에 많이 만들어져 있으면 이러한 해류가 자주 발생한다.

## 파도의 특징
이 해류는 파도의 특징과 연관이 있다. 파도는 수심이 깊으면 빠르고, 반대로 수심이 낮으면 느려지는 특성이 있다. 깊은 바다에서 빠르게 온 파도는 수심이 얕은 해안가 부근에서는 부서진다. 이 깨짐현상은 이안류 발생의 원인인 역류 현상을 불러 일으킨다.

## 피해
대한민국 해운대해수욕장에서는 이안류로 인해서 2009년에는 106명, 2008년에는 150명이 파도에 떠내려가다 구조되는 상황이 발생한다. 미국인명구조협회는 이안류 때문에 해마다 100여명이 사망한다고 발표하였다.

## 해류를 탔을 경우 대책
이안류에 휩쓸린 상황이 발생할 경우, 빠져 나오려고 발버둥치는 방법은 적절하지 못하다. 흐름이 끝나는 지점에서 해안 방향으로 헤엄쳐 나오는 방법, 해류 방향의 수직방향(쉽게 말해서 옆쪽) 혹은 45도 방향으로 헤엄치는 방법이 적절하다.